# Авіаносці типу «Сайпан»
Авіаносці типу «Сайпан» (англ. Saipan class) — серія легких авіаносців США часів Другої світової війни.

## Представники
| Назва         | Номер  | Закладений          | Спущений на воду    | Вступив у стрій    | Доля                              |
| ------------- | ------ | ------------------- | ------------------- | ------------------ | --------------------------------- |
| Сайпан Saipan | CVL-48 | 10 липня 1944 року  | 8 липня 1945 року   | 14 липня 1946 року | Виключений зі списків у 1975 році |
| Райт Wright   | CVL-49 | 21 серпня 1944 року | 1 вересня 1945 року | 9 лютого 1947 року | Виключений зі списків у 1977 році |

## Історія створення
Спроєктовані у 1943 році для покриття імовірних втрат авіаносців типу «Індепенденс». Планувалось, що авіаносці типу «Сайпан» увійдуть у стрій в грудні 1945 року. У реальності авіаносці були побудовані після закінчення війни та не встигли взяти участь у бойових діях.
З появою реактивної авіації кораблі морально застаріли, так як їх розміри не дозволяли приймати нові, набагато важчі літаки.

## Конструкція
За конструкцією авіаносці типу «Сайпан» аналогічні авіаносцям типу «Індепенденс», але створені на базі важких крейсерів «Балтимор» (англ. «Baltimore»).

### Корпус
Не відміну від авіаносців типу «Індепенденс», авіаносці типу «Сайпан» не мали булів та мали солідний броньований захист, який у загальних рисах відповідав захисту набагато більших
авіаносців типу «Ессекс». Броньова 64-мм палуба розташовувалась нижче ангарної палуби; в кормі приміщення стернових машин прикривав коробчатий захист (102 мм — стінки, 64 мм — дах та 19 мм — дно). Товщина поперечних перебірок — від 37 до 102 мм. Броньової рубки не було. Протиторпедний захист був по суті спрощеним крейсерським варіантом. Порівняно з «Індепенденс» суттєво посилився захист авіаційного боєзапасу, а система його подачі на верхню палубу стала більш ефективною.
Політна палуба розміром 186,2 м х 24,4 м була посилена для використання літаків масою до 9 тонн. В носовій частині встановили дві катапульти H-II-1 (після Другої світової війни одну з них замінили на H-IV B). Два ліфта вантажопідйомністю до 13,6 т мали розміри 14,6×13,4 м. На кораблях були встановлені аерофінішери Mk-5-0. Одноярусний ангар мав розміри 88,6×20,7 м і висоту 5,4 м.
Запас авіаційного бензину становив 543 150 літрів.
Острівна надбудова за конструкцією була подібна до тих, що використовувались на ескортних авіаносцях типу «Комменсмент Бей».

### Радіоелектронне обладнання
Радіоелектронне обладнання на момент вступу у стрій: РЛС SP, SR-2 («Райт») або SK-2 («Сайпан»), станція постановки завад (РЕБ) — TDY.
Управління вогнем зенітної артилерії здійснювалось за допомогою директорів Mk-29. Пізніше радіообладнання авіаносців неодноразово змінювалось. В 1950-ті роки з обох кораблів демонтували першу димову трубу та зняли всі 20-мм зенітні автомати.

### Енергетична установка
На випробуваннях «Сайпан» при водотоннажності 17 490 т розвинув потужність 119 247 к.с. та швидкість 32, 26 вузлів. Фактична дальність плавання 14-вузловим ходом становила 11 700 миль.

## Модернізація
В середині 1950-х років планувалась перебудова авіаносців типу «Сайпан» в навчальні з кутовою палубою, проте вона так і не відбулась.
В 1960-ті роки «Сайпан» був переобладнаний в корабель ретрансляції зв'язку «Арлінгтон» (англ. Arlington), кораблю був присвоєний індекс AGMR-2.
«Райт» був переобладнаний в корабель стратегічного управління, індекс був змінений на CC-2.